# Жузімдік (Байдібека район)
Жузімді́к (каз. Жүзімдік) — село у складі району Байдібека Туркестанської області Казахстану. Входить до складу Жамбильського сільського округу.
У радянські часи село називалось Жузумдик.
Населення — 516 осіб (2021; 590 у 2009, 533 у 1999, 548 у 1989).